# 綜合編成頻道
綜合編成頻道（韩语：／ Jonghap pyeonseong chaeneol，簡稱綜編頻道）是韓國一種不通過無線電視而採用有線電視、衛星電視或寬頻電視等方式進行全國播放的電視頻道類型，目前有MBN、JTBC、Channel A、TV朝鮮（TV Chosun）等四家，均於2011年12月1日開播。

## 歷史
韓國的電視媒體長期由國營媒體韓國廣播公司（KBS）和私營媒體文化廣播公司（MBC）所經營的两大電視聯播網所寡占，雖然在1964年誕生的東洋廣播公司（TBC）曾一度打破這個局面，可是隨著韓國總統全斗煥的命令，東洋廣播公司於1980年關閉，文化廣播公司也以韓國廣播公司持有該媒體70％達成國有化。直到1981年，韓國電視媒體改革，才在两大電視網之外誕生了國營的第三家電視網韓國教育廣播公司（EBS），1990年民营的SBS开播，2007年OBS京仁TV开播，形成了韩国五間全国无线电视网络。
隨著韓國國會在2008年通過了《報紙法》、《電視廣播法》和《IPTV法》之後，韓國其他電視媒體才逐步興旺起來。而綜合編成頻道則是在上述三法通過三年後正式獲准成立。

## 相似點
為了區分傳統的無線電視，綜合編成頻道大多採用有線電視和IPTV的形式實現全國聯播。
同時目前韓國現有的四大綜合編成頻道大多具有報社作為母公司，例如：MBN母公司是《每日經濟新聞》，JTBC母公司是《中央日報》，Channel A母公司是《東亞日報》，TV朝鮮母公司是《朝鮮日報》。

## 節目類型
和韓國傳統的無線電視臺一樣，綜合編成頻道的節目基本也是綜合類型，除了有新聞、綜藝和音樂節目之外，也製作電視劇。例如：JTBC開播時就有JTBC月火連續劇和JTBC水木迷你連續劇兩大劇集時段；而Channel A也有Channel A月火連續劇的劇集時段。

## 外部連結
- Channel A官方網站
- JTBC官方網站 （页面存档备份，存于）
- MBN官方網站 （页面存档备份，存于）
- TV朝鮮官方網站 （页面存档备份，存于）